# Étienne-Maurice Falconet

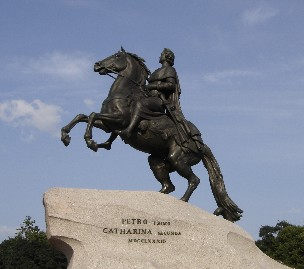
El Caballero de Bronce, una estatua ecuestre de Pedro el Grande en San Petersburgo.

Étienne Maurice Falconet (París, 1 de diciembre de 1716 - 24 de enero de 1791) fue uno de los principales escultores de estilo rococó franceses, siendo Madame de Pompadour su mecenas. Influido por la escuela barroca de la que puede ser considerado un maestro, Falconet aparece, en determinados aspectos, como un escultor neoclásico. Su obra más célebre es la estatua ecuestre de Pedro el Grande, llamada el «Caballero de Bronce», en San Petersburgo.

## Vida
Falconet nació en una familia pobre parisina oriunda de Bugey. Al principio, fue aprendiz con un carpintero, pero algunas de las figurillas en cuya elaboración se entretenía durante el tiempo libre, llamaron la atención del escultor Jean-Baptiste Lemoyne, quien le convirtió en alumno suyo. Falconet pudo así desarrollar sus dotes, atrayendo la atención de la marquesa de Pompadour que le encargó numerosas obras. Una de sus primeras esculturas que tuvo más éxito fue la de Milón de Crotona, que le aseguró su admisión en la Academia de Bellas Artes en 1739.
Llamó la atención del público en los salones de 1755 y 1757 con sus mármoles de L’Amour y la Nymphe descendant au bain (también llamada «La bañista»), que actualmente se encuentra en el Louvre. En 1757 Falconet fue nombrado director del taller escultórico de la nueva Manufacture royale de porcelaine en Sèvres, donde aportó nueva vida a la manufactura de pequeñas esculturas en porcelana de pasta blanda no vidriada que habían sido una especialidad de la predecesora de la manufactura de Sèvres, Vincennes. 
La influencia del pintor François Boucher y del teatro y ballet contemporáneos quedan igualmente en evidencia en los temas de Falconet, y su estilo dulce, elegantemente erótico, de alguna manera tímido. Ya para empezar, Falconet creó para Sèvres un conjunto de figurillas de mesa elaboradas en biscuit (porcelana sin esmaltar) blanco de putti (los Enfants de Falconet), ilustrando las Artes, que pretendían complementar los servicios de mesa de gran gala de la manufactura. La moda de estas esculturillas ornamentales se extendió a la mayor parte de las manufacturas de porcelana de Europa.
Permaneció en su puesto de Sèvres hasta que fue invitado a Rusia por Catalina la Grande en septiembre de 1766, por recomendación de Melchior Grimm y de Diderot. En San Petersburgo ejecutó, tardando 12 años, una estatua colosal de Pedro el Grande en bronce, conocido como el Caballero de Bronce, junto con su alumna e hijastra Marie-Anne Collot. En 1788, de vuelta a París, se convirtió en director de la Academia de Bellas Artes, y realizó numerosas obras: Moïse et David («Moisés y David»), para la iglesia de San Roque (Saint-Roch), en París, Pygmalion («Pigmalión»), Alexandre («Alejandro»), l’Hiver («El invierno»), la Mélancolie («La melancolía»), l’Amour menaçant («Cupido amenazador»), etc. Muchas de las obras religiosas de Falconet, encargos de diversas iglesias, fueron destruidas en época de la Revolución francesa. Sus encargos privados sobrevivieron mejor. 

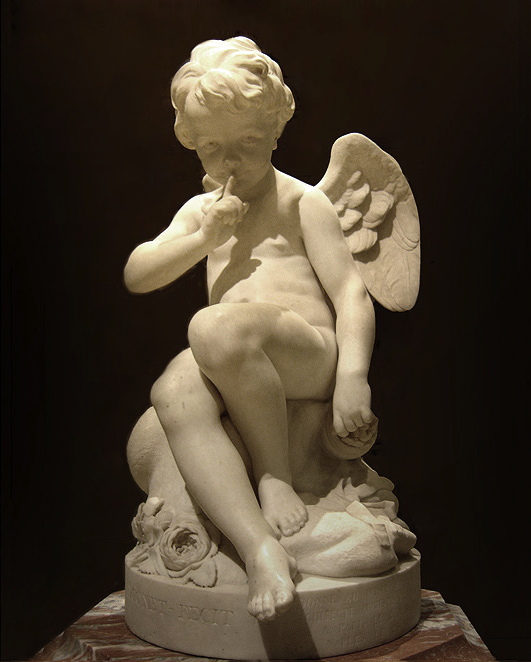
Amour menaçant («Cupido amenazador»), Louvre.

Encontró tiempo para estudiar griego y latín, y también escribió varios folletos sobre arte: Denis Diderot le encargó el capítulo sobre «Escultura» de la Encyclopédie, publicado separadamente por Falconet como Réflexions sur la sculpture en 1768. Tres años más tarde, publicó Observations sur la statue de Marc-Aurèle, que puede interpretarse como el programa artístico para su escultura de Pedro el Grande. Los escritos de Falconet sobre arte, sus Oeuvres littéraires alcanzaron los seis volúmenes cuando se publicaron por vez primera, en Lausana, en 1781-1782.
El encanto rococó algo engalanado y demasiado fácil se ganó la crítica de la Enciclopedia Británica del año 1911: 
«Sus producciones artísticas se caracterizan por los mismos defectos que sus escritos, puesto que aunque ponen de manifiesto considerable inteligencia y bastante poder de la imaginación, muestran en muchos casos un gusto falso y fantástico, resultado, muy probablemente, de un excesivo esfuerzo por alcanzar la originalidad.»
En 2001/2002, cuando el Musée de Céramique de Sèvres organizó una exposición de la producción de Falconet para la manufactura de Sèvres, 1757 - 1766, se subtituló «l’art de plaire» («el arte de gustar».) 
Fue el maestro y padrino y finalmente también suegro de la escultora Marie-Anne Collot, que esculpió su retrato, actualmente en el museo de Bellas Artes de Nancy.

## Obras célebres
- Milón de Crotona (Milon de Crotone), 1754, (Museo del Louvre).
- La Anunciación (L’Annonciation) 1756 grupo colosal en mármol blanco, ejecutado para la fachada de la iglesia de Saint-Roch en París; esta obra desapareció durante la Revolución francesa.
- Cristo en el monte de los Olivos (Le Christ au Mont des Oliviers), 1757, iglesia de Saint-Roch, París.
- Cupido amenazador (L’Amour menaçant), presentado en el salón de 1757, mármol (Museo del Louvre; otro ejemplar en el Rijksmuseum) - un ejemplar en el Museo del Hermitage en San Petersburgo
- Grupo en mármol Pigmalión y Galatea (Pygmalion et Galatée) expuesto en el Salón de 1763 (Museo del Louvre).
- La estatua ecuestre monumental de Pedro I, llamada el Caballero de Bronce (le Cavalier de bronze). Se erige sobre un enorme monolito de granito.
- Tumba del abad Terray (1780), dentro de la capilla de Santa Margarita de la Iglesia de La Motte-Tilly (Aube).

## Fuente parcial
«Étienne Maurice Falconet», por Marie-Nicolas Bouillet y Alexis Chassang (dir.), Dictionnaire universel d'histoire et de géographie, 1878.